# خيسوس غاريدو
خيسوس غاريدو (بالإسبانية: Jesús Garrido)‏ (30 يناير 1970 في إسبانيا - ) هو لاعب كرة طائرة إسبانيا. شارك في الألعاب الأولمبية الصيفية 1992.

## وصلات خارجية
- خيسوس غاريدو على موقع أوليمبيديا (الإنجليزية)